# 交口街道 (西安市)
交口街道，是中华人民共和国陕西省西安市临潼区下辖的一个乡镇级行政单位。

## 行政区划
交口街道下辖以下地区：
交口社区、交口村、高铁村、新民村、营仁村、郭阳村、权中村、念杨村、孙赵村和安屯村。